# Crataegus pseudoheterophylla
Crataegus pseudoheterophylla es una especie de planta del género Crataegus, perteneciente a la familia Rosaceae.

## Taxonomía
Crataegus pseudoheterophylla fue descrita por Antonina Poyárkova en 1939.

## Distribución
Se encuentra en el territorio de Turquía hasta el Cáucaso y Afganistán.